# Narcos: Mexico
Narcos: Mexico ist eine US-amerikanische Krimi- und Historien-Dramaserie. Ursprünglich als vierte Staffel der Netflix-Serie Narcos gedacht, wurde sie letztendlich als Begleitserie entwickelt, die sich auf den illegalen Drogenhandel in Mexiko konzentriert, während sich die Stammserie auf den illegalen Drogenhandel in Kolumbien konzentriert.

## Handlung

### Staffel 1
Sinaloa, Mitte 1970er Jahre: Während der DEA-Agent Enrique „Kiki“ Camarena mit seiner Familie aus den Vereinigten Staaten nach Guadalajara, Jalisco, in Mexiko zieht, um die Drogenkriminalität vor Ort zu bekämpfen, schmiedet Miguel Ángel Félix Gallardo, einstiger Staatspolizist und Leibwächter des Gouverneurs von Sinaloa, gemeinsam mit dem Cannabis-Züchter Rafael „Rafa“ Caro Quintero einen Plan, mit einer qualitativ hochwertigen Zucht von Cannabis-Pflanzen ein landesweit koordiniertes Vertriebssystem aufzubauen.
Der örtliche Drogenboss Pedro „El León de la Sierra“ Avilés entsendet Gallardo, Rafa und Ernesto „Don Neto“ Carrillo nach Guadalajara, wo Gallardo mit einem korrupten hochrangigen Mitglied der DFS (Bundesdirektion für Sicherheit), Juan José „El Azul“ Moreno, eine Partnerschaft aushandelt, um in seinem Gebiet operieren zu können. Während Rafa sich in Guadalajara um die Zucht der weltweit größten Cannabis-Plantage kümmert, durchreist Gallardo das Land, um die mächtigsten Drogenhändler aus Mexiko zu Partnern zu machen und in einem Konsortium zu vereinen. Mithilfe des Direktors der DFS, Salvador Osuna Nava, beseitigt Gallardo Avilés und landet als neuer mächtigster Drogenhändler an der Spitze jenes Konsortiums. Das Guadalajara-Kartell ist geboren.
Während Kiki Rafas Cannabis-Plantage infiltriert und Beweise gegen Gallardo als „Boss der Bosse“ sammelt, sabotiert die DFS alle Unternehmungen von dessen DEA-Einheit. Zudem strebt Gallardo eine Partnerschaft mit einflussreichen Politikern an, um Schutz für ein weiteres Geschäftsmodell zu erhalten, in dem er Kokain des Cali-Kartells und des Medellín-Kartells von Kolumbien durch Mexiko in die Vereinigten Staaten schmuggelt. Jedoch bergen die zusätzliche Verantwortung und der enorme Profit vermehrt Probleme. Während Félix Gallardo sich mit familiären Konflikten konfrontiert sieht, entstehen Spannungen durch Gier und Gebietsstreitigkeiten mit und zwischen seinen Partnern. All dies führt zu diversen Beschlagnahmungen, Verhaftungen, Ermordungen und zu einer durch den US-Kongress eingeleiteten Untersuchung der Korruption und Beweissabotage in Mexiko, weshalb Kiki Camarena im Februar 1985 entführt wird, um in Erfahrung bringen zu können, ob die US-Behörden Informationen über die Kooperation zwischen der Regierung und den Narcos haben. Die darauffolgenden Ereignisse werden die Struktur von Gallardos Organisation und den Kampf der DEA grundlegend verändern.

### Staffel 2
Die Zweite Staffel spielt einige Monate nach den Festnahmen von Don Neto und Rafa. Ein Team um den DEA-Agenten Walt Breslin beginnt die Operation Leyenda mit der Entführung des Kinderarztes Delgado, der Kiki während des Verhörs mit Adrenalin versorgte, um ihn wach zu halten. Delgado nennt ihnen den Namen des Mannes, der Kiki während des Verhörs folterte: Sergio Verdín, ein Agent der DFS. Die Agenten entführen daraufhin auch Verdín, was allerdings nicht ohne Schusswechsel gelingt. Ein Zeuge, der mitbekommen hat, wie die Agenten sich während der Schießerei auf Englisch unterhalten haben, wird verschont.
Félix begeht derweil seinen 40. Geburtstag mit einer großen Feier, zu der alle Plaza-Bosse eingeladen sind. Er bittet den ebenfalls anwesenden Pacho Herrera um die Rückzahlung offener Schulden. Herrera lehnt seine Bitte jedoch ab und weist Félix auf die Bargeld-Beschlagnahmungen durch die DEA hin, die seit Camarenas Ermordung stark zugenommen haben. Später reist Félix nach Tamaulipas, um Guerra, den Boss der Golf-Plaza zu treffen. Er will mit ihm eine neue Partnerschaft eingehen, um ein Monopol für den Import von Kokain nach Amerika zu schaffen.
Den DEA-Agenten gelingt es in der Zwischenzeit von Verdín den Namen des Besitzers der Villa Lope del Vega 881 zu erfahren, in der Kiki gefoltert wurde. Es handelt sich dabei um Ruben Zuno Arce, einen reichen Unternehmer, der für das Guadalajara-Kartell das Bindeglied zur Regierung in Mexiko-Stadt darstellt. Arce ahnt jedoch, das er der Nächste sei und versteckt sich mit einer Privatarmee in einer Villa in Puerto Vallarta. Die DEA-Agenten tricksen Arce jedoch aus, so dass dieser die Villa verlässt, um mit seinem Privatjet zu fliehen. Am Steuer des Privatjets befindet sich jedoch Walt Breslin, der Arce kurzerhand nach Texas fliegt, wo die US-Marshals schon auf ihn warten.

### Staffel 3
Während das mächtige Tijuana-Kartell Krieg mit dem geschwächten Sinaloa-Kartell führt und beide Parteien verstärkt in das Visier der Behörden geraten, organisiert sich Amado Carrillo Fuentes durch ein neues Schmuggel- und Vertriebssystem neu und wird durch exklusive Zulieferungen des Cali-Kartells zum einflussreichsten Narco Mexikos. Den gleichen Deal wird er jedoch bald mit dem Norte-del-Valle-Kartell eingehen müssen, da die Gentlemen aus Cali an einer Ausstiegsstrategie arbeiten. Unterdessen versorgt Amado die Narcos aus Sinaloa mit Geld und Stoff, sodass diese dem gemeinsamen Feind, der Arellano-Félix-Familie, das Gebiet streitig machen. Unterstützung erhalten sie dabei durch eine Allianz mit dem Drogenschmuggler Ismael „El Mayo“ Zambada García. Jedoch hat das Kartell aus Tijuana nicht nur die Narcos zum Feind. Auch DEA-Agent Walt Breslin wird nach Tijuana versetzt, um gemeinsam mit General Jesús Gutiérrez Rebollo und dessen Sondereinheit Benjamín Arellano Félix auf die Spur zu kommen.
Doch auch die Geschäfte Amados laufen Gefahr ins Wanken zu geraten, da die Journalistin Andrea Nuñez den Strom des gewaschenen Geldes der Arellano-Félix-Organisation untersucht, der sie wiederum zur Geldwäscheoperation von Amado und seinen Partnern in der Politik führt. Dieser Fahndungsdruck bewegt ihn zu einer folgenschweren Entscheidung.

## Entwicklung
Am 6. September 2016 verlängerte Netflix die Mutterserie Narcos um eine dritte und eine vierte Staffel, die in Mexiko spielt und schließlich unter dem Namen Narcos: Mexico als neue Begleitserie entwickelt wurde. Ein Location Manager der Serie, Carlos Muñoz Portal, wurde im September 2017 in seinem Auto in einem ländlichen Gebiet außerhalb von Mexiko-Stadt erschossen aufgefunden. Die Erstveröffentlichung der Serie erfolgte am 16. November 2018 auf Netflix.
Am 5. Dezember 2018 bestätigte Netflix die Verlängerung der Serie um eine zweite Staffel, deren Veröffentlichung der Showrunner Eric Newman am 17. Dezember 2019 für den 13. Februar 2020 ankündigte.
Im Oktober 2020 wurde eine dritte Staffel der Serie mit Eric Newman als Produzenten angekündigt, in welcher Hauptdarsteller Diego Luna nicht erneut als Darsteller auftreten wird. Die Ausstrahlung erfolgte auf Netflix am 5. November 2021.

## Besetzung und Synchronisation
Staffel 1 und 2 der deutschen Synchronisation der Serie entstanden unter der Dialogregie von Torsten Sense nach den Dialogbüchern von Matthias Müntefering im Auftrag der Synchronfirma RRP Media GmbH in Berlin.
Bei der Synchronisation von Staffel 3 führte Oliver Hörner Regie. Die Dialogbücher für Staffel 3 schrieb Wolfgang Seifert. Produziert wurde die deutsche Fassung der dritten Staffel von den CSC-Studios Hamburg.

### Hauptbesetzung
| Figur                                  | Schauspieler        | Beschreibung                                                       | Staffeln | Synchronsprecher     |
| -------------------------------------- | ------------------- | ------------------------------------------------------------------ | -------- | -------------------- |
| Walt Breslin                           | Scoot McNairy       | US-amerikanischer DEA-Agent                                        | 1–3      | Matthias Deutelmoser |
| Félix Gallardo                         | Diego Luna          | Mexikanischer Drogenboss und Mitbegründer des Guadalajara-Kartells | 1–2      | Keiner               |
| Amado Carrillo Fuentes                 | José María Yazpik   | Mexikanischer Drogenboss und Mitbegründer des Juárez-Kartells      | 1–3      | Keiner               |
| Juan José „El Azul“ Esparragoza Moreno | Fermin Martinez     | DFS-Kommandant und Drogenboss                                      | 1–3      | Keiner               |
| Benjamín Arellano Félix                | Alfonso Dosal       | Mexikanischer Drogenboss und Mitbegründer des Tijuana-Kartells     | 1–3      | Keiner               |
| Ramón Arellano Félix                   | Manuel Masalva      | Mexikanischer Drogenboss und Mitbegründer des Tijuana-Kartells     | 1–3      | Keiner               |
| Joaquín „El Chapo“ Guzmán              | Alejandro Edda      | Mexikanischer Drogenboss und Mitbegründer des Sinaloa-Kartells     | 1–3      | Keiner               |
| Enrique „Kiki“ Camarena                | Michael Peña        | Mexikanisch-US-amerikanischer DEA-Agent                            | 1        | Carlos Lobo          |
| James Kuykendall                       | Matt Letscher       | Leiter der DEA-Einheit in Mexiko                                   | 1–3      | Jaron Löwenberg      |
| Ernesto Fonseca „Don Neto“ Carrillo    | Joaquín Cosío       | Mexikanischer Drogenboss und Mitbegründer des Guadalajara-Kartells | 1–3      | Keiner               |
| Isabella Bautista                      | Teresa Ruiz         | Jugendfreundin von Félix Gallardo                                  | 1–2      | Keine                |
| Rafael Caro Quintero                   | Tenoch Huerta       | Mexikanischer Drogenboss und Mitbegründer des Guadalajara-Kartells | 1–2      | Keiner               |
| Enedina Arellano Félix                 | Mayra Hermosillo    | Hochrangiges Mitglied des Tijuana-Kartells                         | 2–3      | Christin Quander     |
| Andrea Nuñez                           | Luisa Rubino        | Journalistin                                                       | 3        | Leonie Landa         |
| Victor Tapia                           | Luis Gerardo Méndez | Streifenpolizist aus Ciudad Juárez                                 | 3        | Michael Kühl         |
| „Mika“ Camarena                        | Alyssa Diaz         | Ehefrau von „Kiki“ Camarena                                        | 1        | Anna Gamburg         |
| Salvador Osuna Nava                    | Ernesto Alterio     | Direktor der DFS                                                   | 1        | Keiner               |
| Maria Elvira                           | Fernanda Urrejola   | Ehefrau von Félix Gallardo                                         | 1–2      | Keine                |
| Manuel „El Cochiloco“ Salcido Uzeta    | Andrés Almeida      | Hochrangiges Mitglied des Guadalajara-Kartells                     | 1–2      | Keiner               |

### Nebenbesetzung
| Figur                                     | Schauspieler         | Beschreibung                                                                      | Staffeln |
| ----------------------------------------- | -------------------- | --------------------------------------------------------------------------------- | -------- |
| Butch Sears                               | Aaron Staton         | Mitarbeiter von Kikis DEA-Einheit                                                 | 1–2      |
| Roger Knapp                               | Lenny Jacobson       | Mitarbeiter von Kikis DEA-Einheit                                                 | 1–2      |
| Pablo Acosta Villarreal                   | Gerardo Taracena     | Mexikanischer Drogenboss aus Ojinaga und Mitbegründer des Juárez-Kartells         | 1–2      |
| Rubén Zuno Arce                           | Milton Cortés        | Mittelsmann zwischen Gallardo und mexikanischen Politikern                        | 1–2      |
| Andrés (Mr. X)                            | Alejandro Bracho     | Einflussreicher Politiker und Onkel von Rubén Zuno Arce                           | 1–3      |
| Tomas Morlet                              | Horacio Garcia Rojas | Mitglied der DFS                                                                  | 1        |
| Leopoldo Sánchez Celis                    | Rodrigo Murray       | Gouverneur von Sinaloa                                                            | 1–2      |
| Guillermo González Calderoni              | Julio César Cedillo  | Einer der ranghöchsten Befehlshaber der mexikanischen Bundespolizei               | 1–2      |
| Héctor „El Güero“ Palma                   | Gorka Lasaosa        | Mexikanischer Drogenboss des Sinaloa-Kartells                                     | 1–3      |
| Alberto Sicilia Falcón                    | Luis Roberto Guzmán  | Kubanischer Drogenboss aus Tijuana und Mentor der Arellano Félix-Brüder           | 1        |
| Thomas Buehl                              | Mike Doyle           | Bankier von Félix Gallardo                                                        | 1–2      |
| Sofía Conesa                              | Tessa Ia             | Geliebte von „Rafa“ Quintero                                                      | 1        |
| John Gavin                                | Yul Vazquez          | US-Botschafter in Mexiko                                                          | 1        |
| General Jesús Gutiérrez Rebollo           | José Zúñiga          | Leiter des Instituto Nacional para el Combate a las Drogas                        | 3        |
| Ismael „El Mayo“ Zambada García           | Alberto Guerra       | Mexikanischer Drogenboss des Sinaloa-Kartells                                     | 3        |
| Juan Nepomuceno Guerra                    | Jesús Ochoa          | Begründer des Golf-Kartells                                                       | 2        |
| Juan García Abrego                        | Flavio Medina        | Oberhaupt des Golf-Kartells                                                       | 2        |
| Pedro „El León de la Sierra“ Avilés Pérez | Antonio Lopeztorrez  | Mexikanischer Drogenboss aus Sinaloa und einstiger Boss von Félix Gallardo        | 1        |
| Humberto Machaín                          | Emilio Guerrero      | Mexikanischer Arzt, verstrickt in die Folterung und Ermordung von „Kiki“ Camarena | 1–2      |
| Carlos Hank „El Profesor“ González        | Manuel Uriza         | Korrupter Politiker und Geschäftsmann aus Mexiko                                  | 3        |
| Francisco Rafael „Pancho“ Arellano Félix  | Francisco Barreiro   | Hochrangiges Mitglied des Tijuana-Kartells                                        | 1–3      |
| Arturo „El Barbas“ Beltrán-Leyva          | Diego Calva          | Hochrangiges Mitglied des Sinaloa-Kartells                                        | 3        |
| Juan Matta-Ballesteros                    | Vladimir Cruz        | Honduranischer Drogenhändler                                                      | 1–2      |
| Vicente „El Viceroy“ Carrillo Fuentes     | Fernando Bonilla     | Hochrangiges Mitglied des Juárez-Kartells                                         | 3        |
| Rafael Aguilar Guajardo                   | Noé Hernández        | Mitbegründer des Juárez-Kartells                                                  | 2–3      |
| Arturo „El Kitty“ Páez                    | Bad Bunny            | Mitglied des Tijuana-Kartells                                                     | 3        |
| David „Popeye“ Barron Corona              | Bobby Soto           | Hochrangiges Mitglied der Logan Heights Gang                                      | 2–3      |
| Eduardo „El Doctor“ Arellano Félix        | Sebastián Buitrón    | Mitglied des Tijuana-Kartells                                                     | 3        |
| Dani                                      | Kristen Gutoskie     | Walts Partnerin                                                                   | 3        |

### Gastdarsteller aus Narcos
| Figur                          | Schauspieler          | Beschreibung                                                      | Nebenrolle (Folge)                                  |
| ------------------------------ | --------------------- | ----------------------------------------------------------------- | --------------------------------------------------- |
| Hélmer „Pacho“ Herrera         | Alberto Ammann        | Hochrangiges Mitglied des Cali-Kartells                           | 1.05, 2.01, 2.05, 2.08, 2.10, 3.03–3.04, 3.06, 3.08 |
| Jorge „Navegante“ Velasquez    | Juan Sebastián Calero | Vollstrecker im Auftrag des Cali-Kartells                         | 2.01, 2.05, 2.09–2.10                               |
| Miguel Rodríguez Orejuela      | Francisco Denis       | Kolumbianischer Drogenboss und Mitbegründer des Cali-Kartells     | 1.05, 3.04                                          |
| Bill Stechner                  | Eric Lange            | CIA-Chef in Kolumbien                                             | 1.04, 2.04                                          |
| Pablo Escobar                  | Wagner Moura          | Kolumbianischer Drogenboss und der Anführer des Medellín-Kartells | 1.05                                                |
| José Orlando Henao Montoya     | Julián Arango         | Oberhaupt des Norte-del-Valle-Kartells                            | 2.01, 2.06, 3.06, 3.08                              |
| José „Chepe“ Santacruz Londoño | Pêpê Rapazote         | Kolumbianischer Drogenboss und Mitbegründer des Cali-Kartells     | 1.05, 3.04                                          |
| Roberto „Poison“ Ramos         | Jorge A. Jimenez      | Vollstrecker im Auftrag von Pablo Escobar                         | 1.05, 1.07–1.08                                     |
| Nelson „Blackie“ Hernández     | Julián Díaz           | Mitglied des Medellín-Kartells                                    | 1.05                                                |
| Gilberto Rodríguez Orejuela    | Damián Alcázar        | Kolumbianischer Drogenboss und Mitbegründer des Cali-Kartells     | 3.04                                                |
| Jorge Salcedo Cabrera          | Matias Varela         | Sicherheitschef des Cali-Kartells                                 | 2.05                                                |

## Episodenliste

### Staffel 1
| Nr. (ges.) | Nr. (St.) | Deutscher Titel    | Originaltitel            | Erstveröffentlichung USA | Deutschsprachige Erstveröffentlichung (D/A/CH) | Regie                | Drehbuch                                       |
| ---------- | --------- | ------------------ | ------------------------ | ------------------------ | ---------------------------------------------- | -------------------- | ---------------------------------------------- |
| 1          | 1         | Camelot            | Camelot                  | 16. Nov. 2018            | 16. Nov. 2018                                  | Josef Kubota Wladyka | Eric Newman & Clayton Trussell                 |
| 2          | 2         | Das Plaza-System   | The Plaza System         | 16. Nov. 2018            | 16. Nov. 2018                                  | Josef Kubota Wladyka | Carlo Bernard & Doug Miro                      |
| 3          | 3         | Der Pate           | El Padrino               | 16. Nov. 2018            | 16. Nov. 2018                                  | Andrés Baiz          | Ashley Lyle & Bart Nickerson                   |
| 4          | 4         | Rafa, Rafa, Rafa!  | Rafa, Rafa, Rafa!        | 16. Nov. 2018            | 16. Nov. 2018                                  | Andrés Baiz          | Scott Teems                                    |
| 5          | 5         | Die Kolumbianer    | The Colombian Connection | 16. Nov. 2018            | 16. Nov. 2018                                  | Amat Escalante       | Andy Black                                     |
| 6          | 6         | La Última Frontera | La Última Frontera       | 16. Nov. 2018            | 16. Nov. 2018                                  | Amat Escalante       | Jessie Nickson-Lopez & Clayton Trussell        |
| 7          | 7         | Der Boss der Bosse | Jefe de Jefes            | 16. Nov. 2018            | 16. Nov. 2018                                  | Alonso Ruizpalacios  | Ashley Lyle, Bart Nickerson & Clayton Trussell |
| 8          | 8         | Sag einfach „Nein“ | Just Say No              | 16. Nov. 2018            | 16. Nov. 2018                                  | Alonso Ruizpalacios  | Doug Miro                                      |
| 9          | 9         | 881 Lope de Vega   | 881 Lope de Vega         | 16. Nov. 2018            | 16. Nov. 2018                                  | Andrés Baiz          | Clayton Trussell                               |
| 10         | 10        | Leyenda            | Leyenda                  | 16. Nov. 2018            | 16. Nov. 2018                                  | Andrés Baiz          | Carlo Bernard                                  |

### Staffel 2
| Nr. (ges.) | Nr. (St.) | Deutscher Titel                   | Originaltitel                      | Erstveröffentlichung USA | Deutschsprachige Erstveröffentlichung (D/A/CH) | Regie          | Drehbuch                                        |
| ---------- | --------- | --------------------------------- | ---------------------------------- | ------------------------ | ---------------------------------------------- | -------------- | ----------------------------------------------- |
| 11         | 1         | Rettet den Tiger                  | Salva El Tigre                     | 13. Feb. 2020            | 13. Feb. 2020                                  | Andrés Baiz    | Carlo Bernard & Johnny Newman                   |
| 12         | 2         | Alea iacta est                    | Alea Iacta Est                     | 13. Feb. 2020            | 13. Feb. 2020                                  | Amat Escalante | Eric Newman & Eva Aridjis                       |
| 13         | 3         | Ruben Zuno Arce                   | Ruben Zuno Arce                    | 13. Feb. 2020            | 13. Feb. 2020                                  | Amat Escalante | Clayton Trussell                                |
| 14         | 4         | Im Untergrund                     | The Big Dig                        | 13. Feb. 2020            | 13. Feb. 2020                                  | Marcela Said   | Doug Miro & Alec Ziff                           |
| 15         | 5         | Die AFO                           | AFO                                | 13. Feb. 2020            | 13. Feb. 2020                                  | Marcela Said   | Carlo Bernard, Clayton Trussell & Johnny Newman |
| 16         | 6         | Wahlkampf                         | El Dedazo                          | 13. Feb. 2020            | 13. Feb. 2020                                  | Andrés Baiz    | Carlo Bernard                                   |
| 17         | 7         | Wahrheit und Versöhnung           | Truth and Reconciliation           | 13. Feb. 2020            | 13. Feb. 2020                                  | Amat Escalante | Clayton Trussell                                |
| 18         | 8         | Systemabsturz                     | Se Cayó El Sistema                 | 13. Feb. 2020            | 13. Feb. 2020                                  | Amat Escalante | Doug Miro                                       |
| 19         | 9         | Wachstum, Wohlstand und Befreiung | Growth, Prosperity, and Liberation | 13. Feb. 2020            | 13. Feb. 2020                                  | Andrés Baiz    | Clayton Trussell                                |
| 20         | 10        | Freihandel                        | Free Trade                         | 13. Feb. 2020            | 13. Feb. 2020                                  | Andrés Baiz    | Carlo Bernard                                   |

### Staffel 3
| Nr. (ges.) | Nr. (St.) | Deutscher Titel             | Originaltitel       | Erstveröffentlichung USA | Deutschsprachige Erstveröffentlichung (D/A/CH) | Regie                    | Drehbuch                         |
| ---------- | --------- | --------------------------- | ------------------- | ------------------------ | ---------------------------------------------- | ------------------------ | -------------------------------- |
| 21         | 1         | 12 Schritte                 | 12 Steps            | 5. Nov. 2021             | 5. Nov. 2021                                   | Andres Baiz              | Carlo Bernard                    |
| 22         | 2         | Die Hochzeit                | Como La Flor        | 5. Nov. 2021             | 5. Nov. 2021                                   | Andres Baiz              | Clayton Trussell                 |
| 23         | 3         | Die Narcojunioren           | Los Juniors         | 5. Nov. 2021             | 5. Nov. 2021                                   | Wagner Moura             | Maggie Cohn                      |
| 24         | 4         | Guadalajara                 | GDL                 | 5. Nov. 2021             | 5. Nov. 2021                                   | Wagner Moura             | Wes Taylor                       |
| 25         | 5         | Die Taskforce               | Boots on the Ground | 5. Nov. 2021             | 5. Nov. 2021                                   | Alejandra Márquez Abella | Iturri Sosa                      |
| 26         | 6         | Die Chefin                  | La Jefa             | 5. Nov. 2021             | 5. Nov. 2021                                   | Alejandra Márquez Abella | Alec Ziff & Isaac Gomez          |
| 27         | 7         | La Voz                      | La Voz              | 5. Nov. 2021             | 5. Nov. 2021                                   | Luis Ortega              | Clayton Trussell and Maggie Cohn |
| 28         | 8         | Der letzte Tanz             | Last Dance          | 5. Nov. 2021             | 5. Nov. 2021                                   | Luis Ortega              | Carlo Bernard & Clayton Trussell |
| 29         | 9         | Die Abrechnung              | The Reckoning       | 5. Nov. 2021             | 5. Nov. 2021                                   | Amat Escalante           | Carlo Bernard & Clayton Trussell |
| 30         | 10        | Leben in Zeiten des Krieges | Life in Wartime     | 5. Nov. 2021             | 5. Nov. 2021                                   | Amat Escalante           | Carlo Bernard                    |